# Скилман (Њу Џерзи)
Скилман (енгл. Skillman) насељено је место без административног статуса у америчкој савезној држави Њу Џерзи.

## Демографија
По попису из 2010. године број становника је 242.
| Група             | 2000.    | 2010.       |
| Белци             | 0 (0,0%) | 213 (88,0%) |
| Афроамериканци    | 0 (0,0%) | 1 (0,4%)    |
| Азијати           | 0 (0,0%) | 6 (2,5%)    |
| Хиспаноамериканци | 0 (0,0%) | 15 (6,2%)   |
| Укупно            | 0        | 242         |